# Gare de Krasnodar-1
La gare de Krasnodar-1 (en russe : Станция Краснодар-1) est une gare ferroviaire russe, située dans la ville de Krasnodar, dans le kraï de Krasnodar, en Russie.